# Giro del Lazio 1974
Il Giro del Lazio 1974, quarantesima edizione della corsa, si svolse il 14 settembre 1974 su un percorso di 228 km. La vittoria fu appannaggio dell'italiano Roberto Poggiali, che completò il percorso in 6h26'10", precedendo il connazionale Franco Bitossi e il neozelandese Bruce Biddle.
I corridori che tagliarono il traguardo di Ariccia furono 32.

## Ordine d'arrivo (Top 10)
| Pos. | Corridore          | Squadra     | Tempo    |
| ---- | ------------------ | ----------- | -------- |
| 1    | Roberto Poggiali   | Filotex     | 6h26'10" |
| 2    | Franco Bitossi     | Scic        | a 49"    |
| 3    | Bruce Biddle       | Magniflex   | a 50"    |
| 4    | Roger De Vlaeminck | Brooklyn    | a 55"    |
| 5    | Walter Riccomi     | Sammontana  | s.t.     |
| 6    | Gösta Pettersson   | Magniflex   | s.t.     |
| 7    | Italo Zilioli      | Dreherforte | a 1'37"  |
| 8    | Felice Gimondi     | Bianchi     | a 1'50"  |
| 9    | Fabrizio Fabbri    | Sammontana  | s.t.     |
| 10   | Josef Fuchs        | Filotex     | s.t.     |